# Los Alcarrizos
Los Alcarrizos ist eine Stadt in der Provinz Santo Domingo in der Dominikanischen Republik. Sie hat 245.269 Einwohner (Zensus 2010) in der städtischen Siedlung. In der Gemeinde Los Alcarrizos leben 272.776 Einwohner. Sie ist eine der bevölkerungsreichsten Gemeinden des Landes und bildet einen nördlichen Vorort von Santo Domingo.

## Geschichte
Die Gründung der Stadt Los Alcarrizos geht auf das Ende des 18. Jahrhunderts zurück. Der Ort wurde zu einem Durchgangsort für Reisende, die in den Zentral-Cibao gingen oder von dort kamen.
Im Jahr 1824, inmitten der haitianischen Besatzung, war diese Stadt Schauplatz von Protesten gegen die wirtschaftlichen Maßnahmen der Invasoren. Diese Proteste sind als Revolución de Los Alcarrizos in die Geschichte eingegangen. Dieser Aufstand war einer der ersten Kämpfe um die Abspaltung von Haiti, der die Wiederherstellung der hispanischen Herrschaft im Ostteil der Insel zum Ziel hatte.
Das größte Wachstum der Bevölkerung begann 1979 mit dem Bau von Los Barrancones, um den Opfern zu helfen, die nach dem Durchzug eines Zyklons in verschiedenen Teilen von Santo Domingo obdachlos geworden waren. 